# Дино Исламовић
Дино Исламовић (Худиксвал, 17. јануар 1994) је црногорски професионални фудбалер који тренутно наступа за Кангвон и репрезентацију Црне Горе.

## Клупска каријера
Исламовић је провео две сезоне играјући за Фулам, пре него што се прикључио Гронингену , у јуну 2014. Он је са својим тимом дебитовао 17. јула 2014, у лиги Европе, у квалификацијоном колу против Абердина. Он је заменио Ник ван дер Велдена после 82. минута у ремију без голова.